# Clase turista básica

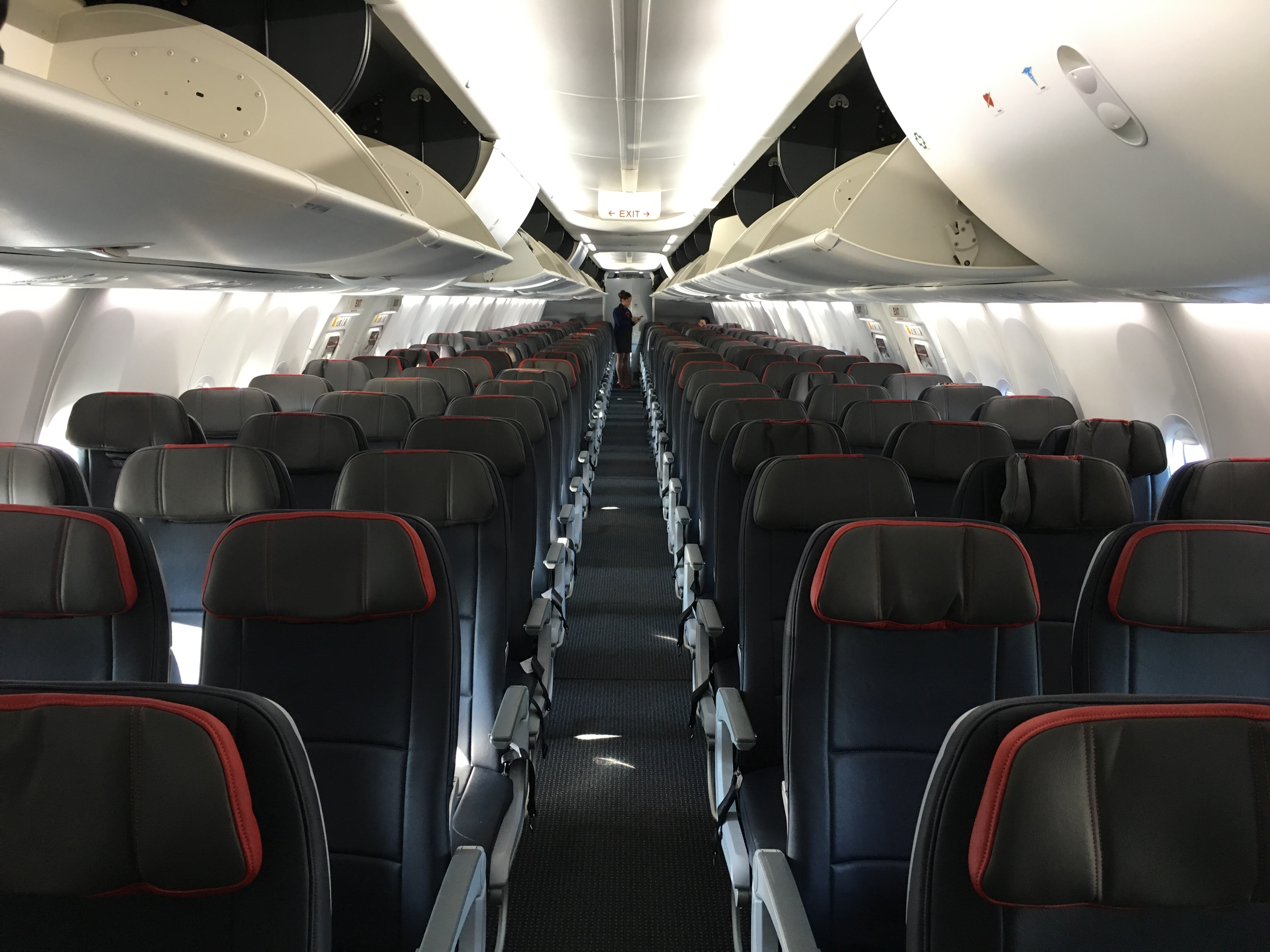
La cabina de clase turista de un Boeing 737 MAX de American Airlines.

La clase turista básica es una opción de viaje que ofrecen varias compañías aéreas. Esta clase ha reemplazado a la clase turista como la opción de tarifa aérea más económica para los pasajeros y generalmente viene de más restricciones en comparación con las tarifas económicas estándar.Las restricciones varían entre las diferentes aerolíneas, pero generalmente implican no permitir a los pasajeros cambiar o cancelar billetes o escoger asientos de forma gratuita, lo que se considera una estrategia de segmentación del mercado.
En 2012, Delta Air Lines fue la primera aerolínea estadounidense en introducir tarifas de clase turista básica. Tras el lanzamiento de estas tarifas por Delta, United Airlines, American Airlines, Alaska Airlines, JetBlue y Hawaiian Airlines han incorporado alguna versión de la clase turista básica, aunque las restricciones de cada aerolínea varían entre sí. Fuera de Estados Unidos, varias compañías aéreas han incorporado tarifas con restricciones similares bajo diferentes nombres, como tarifas solo para equipaje de cabina y equipaje de mano.
La introducción de las tarifas de clase turista básicas han tenido una recepción generalmente negativa. Aunque muchas aerolíneas afirmaron inicialmente que estas tarifas se introdujeron como una forma de competir más eficazmente con las compañías de bajo costo, las tarifas de clase turista básica se extendieron gradualmente a las rutas sin competencia por parte de las mismas. En cambio, muchas publicaciones las consideraron una estrategia de segmentación del mercado para animar a los pasajeros a pagar más por la clase turista estándar para evitar las restricciones asociadas a la clase turista básica, proporcionando así a las aerolíneas ingresos adicionales.

## Propósito
Las tarifas de clase turista básica se han descrito como una estrategia de segmentación del mercado de las aerolíneas para vender a los clientes tarifas más caras, en lugar de un producto que las aerolíneas quieren que los clientes compren.Jeremy Quek, antiguo ejecutivo de precios de British Airways, describió la clase turista básica como "un producto más que las aerolíneas utilizan para segmentar aún más el mercado".En su artículo para Bloomberg News, Justin Bachman afirma que las tarifas de clase turista básica hacen que los pasajeros paguen más por volar y que las aerolíneas aumentan sus ingresos incrementando las tarifas de clase turista estándar al mismo tiempo que introducen la clase turista básica, lo que hace que los clientes cambien a clase turista estándar. Bachman describe este fenómeno como "mercadotecnia de prestidigitación".
En el artículo Runway Girl Network, Seth Miller, escritor especializado en aviación, afirma que la clase turista básica no ayuda a las aerolíneas a competir con las compañías de bajo costo, sino que es una forma de aumentar sus ingresos. Como prueba de esta estrategia, Miller señaló que, si bien las tarifas de clase turista básica se limitaron inicialmente a los mercados en los que las aerolíneas de servicio completo compiten con las compañías de bajo costo, posteriormente se ampliaron a los vuelos nacionales sin competencia de las mismas. Señaló que la tarifa de clase turista básica funciona bien a la hora de presionar a los pasajeros para que gasten más dinero por el mismo producto.

## Por mercado

### Estados Unidos
En septiembre de 2018, el CAPA Centre for Aviation describió las tarifas de clase turista básica como un "elemento permanente" en el mercado estadounidense, la publicación señaló que las tarifas segmentadas han sido eficaces para aumentar los ingresos de Delta Air Lines, American Airlines y United Airlines, tres de las mayores aerolíneas internacionales de Estados Unidos. CAPA señaló además que la mayor oferta resultante de tarifas más bajas ha ejercido presión sobre el crecimiento de los ingresos de Spirit Airlines y Frontier Airlines, dos aerolíneas de costo ultrabajo.

#### Delta Air Lines

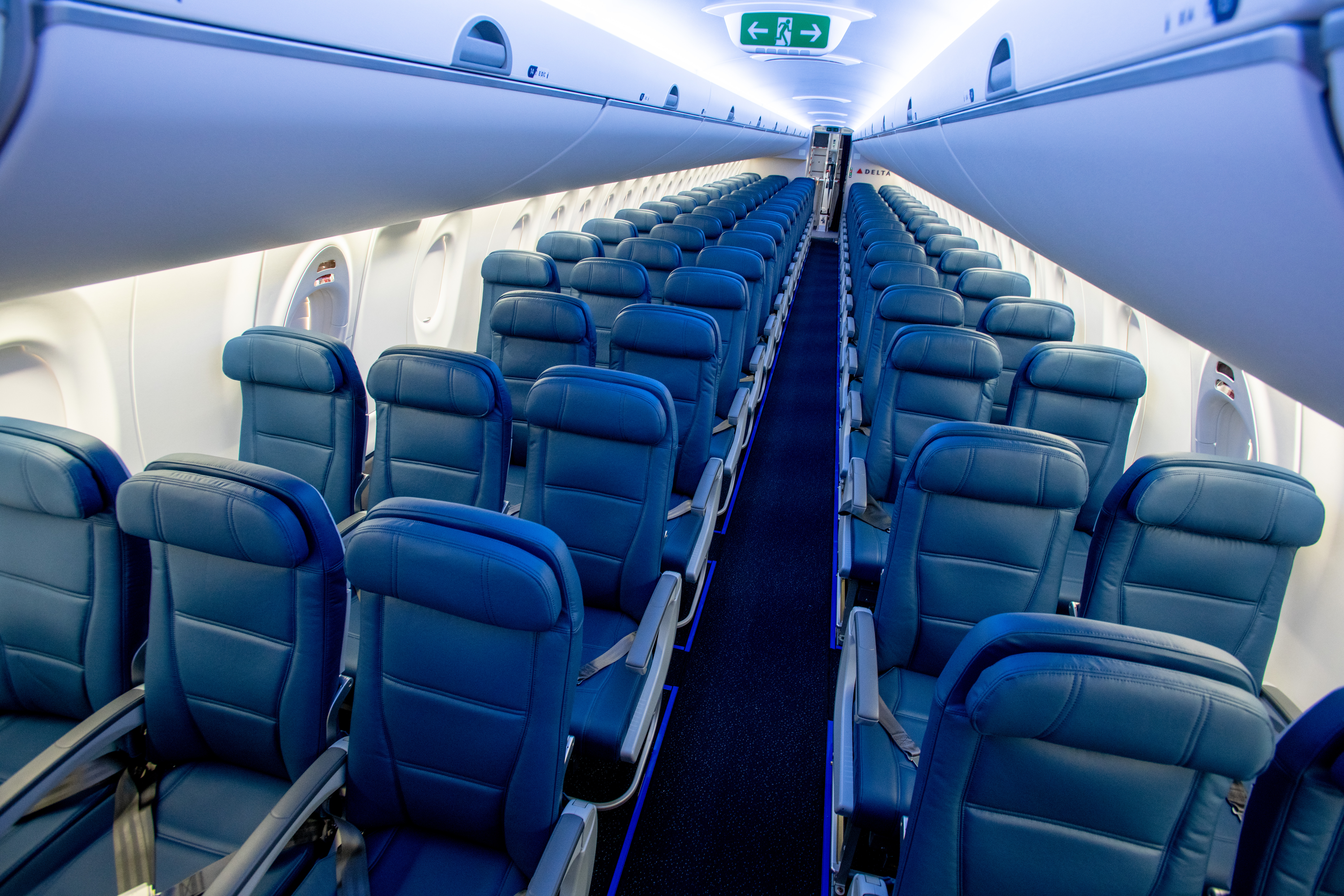
Cabina de clase turista del Airbus A220 de Delta Air Lines.

En 2012, Delta Air Lines se convirtió en la primera aerolínea estadounidense en introducir la tarifa de clase turista básica.En un principio, Delta limitó la disponibilidad de estas tarifas a las rutas en las que competía con la aerolínea de bajo costo Spirit Airlines y en su declaración de beneficios de 2015 denominó a la clase turista básica su "tarifa Spirit-match". Las tarifas estaban disponibles en 75 aeropuertos a principios de 2015 y en 500 a comienzos de 2016. Posteriormente, Delta amplió las tarifas a los 20.000 aeropuertos nacionales, incluidas las rutas en las que no tiene competencia de las aerolíneas de bajo costo. El presidente de Delta, Glen Hauenstein, señaló que la compañía recibió 20 millones de dólares en ingresos adicionales por las tarifas de clase turista básica de enero a marzo de 2016. Hauenstein también afirmó que más del 50% de los pasajeros compraron tarifas más caras cuando se les advirtió de las restricciones asociadas a la tarifa de clase turista básica durante el proceso de venta.
En octubre de 2017, los ejecutivos de Delta afirmaron que no querían que los clientes compraran tarifas de clase turista básica, ya que las consideraban tanto una medida defensiva contra las aerolíneas de bajo costo que ofrecen tarifas bajas, como una forma de atraer a posibles clientes para que compren opciones más caras.En abril de 2018, Delta introdujo la clase turista básica en los vuelos transatlánticos.A partir de abril de 2019, los pasajeros de esta clase recibieron una cantidad de equipaje de mano gratuita, pero no se les permitió escoger asientos ni cambiar, cancelar o actualizar su billete después de la compra, independientemente de su estatus de élite. Los asientos se asignan en el momento de la facturación.

#### United Airlines

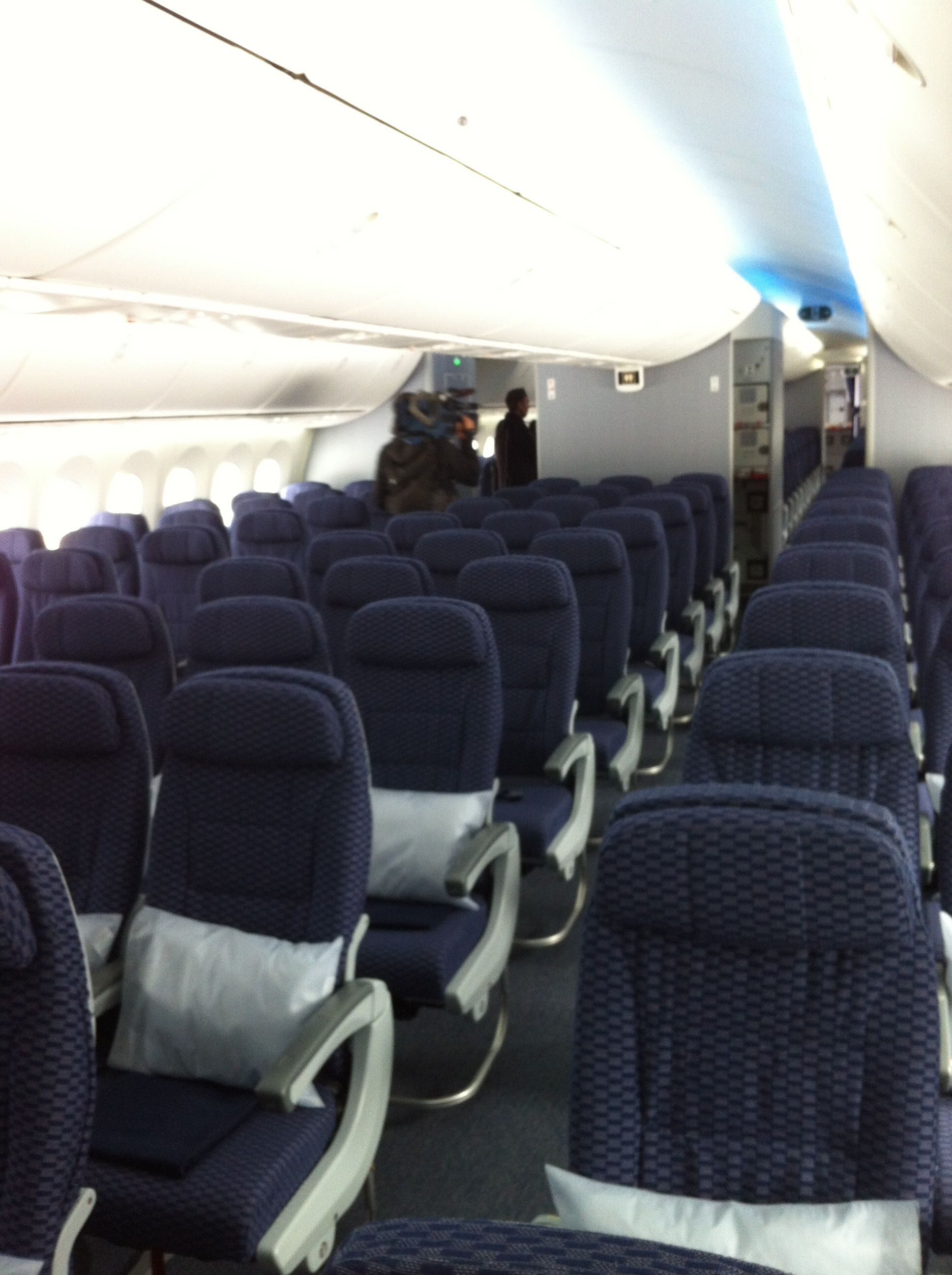
Cabina de clase turista del Boeing 787 de United Airlines.

United Airlines anunció sus tarifas de clase turista básica en noviembre de 2016 y comenzó a vender billetes de este tipo a principios de 2017. Estas tarifas no incluían espacio para equipaje de mano ni millas de élite.Grant Martin, de Skift, describió el lanzamiento de las tarifas de clase turista básica de United como "el más extendido y agresivo" de las tres principales aerolíneas estadounidenses de servicio completo. En noviembre de 2017, United reveló sus planes de reducir sus ofertas en la clase turista básica debido a la pérdida de ingresos provocada por los clientes que optaban por otras aerolíneas con precios similares a los de United sin restricciones en clase turista básica.
A pesar del tropiezo inicial, United anunció en enero de 2018 una expansión de las tarifas de clase turista básica.En junio de 2018, la aerolínea introdujo la tarifa básica en vuelos transatlánticos, junto con sus socios de empresas conjuntas Air Canada, Austrian Airlines, Brussels Airlines, Lufthansa y Swiss International Air Lines. United se propuso generar mil millones de dólares en ingresos adicionales para el año 2020 mediante la segmentación de la cabina, incluidas sus tarifas de clase turista básica y economía premium.Dave Bartels, vicepresidente de precios y gestión de ingresos de United, dijo que la aerolínea nunca consideró la tarifa de clase turista básica como una herramienta para competir contra las aerolíneas de bajo costo, sino como una "herramienta de segmentación" para dividir a los clientes más sensibles a los precios de aquellos que están dispuestos a pagar más por menos restricciones.
A partir de abril de 2019, los pasajeros de clase turista básica en United no reciben espacio en el compartimento superior para el equipaje de mano y solo pueden llevar un artículo personal que quepa debajo del asiento de delante, excepto en los vuelos transatlánticos, en los que los pasajeros de clase turista básica siguen recibiendo una cantidad de equipaje de mano permitida. No se permiten cambios ni cancelaciones y las tarifa de clase turista básica acumulan la mitad de millas que las tarifas económicas estándar. La asignación de asientos con hasta 48 horas de antelación está disponible por una tarifa adicional.En octubre de 2018, el director comercial de United, Andrew Nocella, anunció que la aerolínea no tenía planes de cambiar su restricción de equipaje de mano, que es más restrictiva en comparación con American y Delta.
American Airlines
En febrero de 2017, American Airlines introdujo tarifas de clase turista básica a 10 aeropuertos, siguiendo los pasos de Delta y United. Inicialmente, American no ofrecía a los pasajeros de clase turista básica espacio superior gratuito para el equipaje de mano, excepto a sus socios de élite de AAdvantage, que seguían recibiendo la franquicia estándar de equipaje facturado.En abril de 2018, la aerolínea introdujo la clase turista básica en los vuelos transatlánticos, incluyendo un equipaje de mano gratuito y la posibilidad de seleccionar asientos por adelantado pagando una tarifa adicional, junto con sus socios de empresas conjuntas British Airways, Iberia y Finnair.En septiembre de 2018, American volvió a ofrecer un equipaje de mano gratuito para los pasajeros de la clase turista básica, además de un artículo personal, un cambio que la aerolínea atribuyó a que los ingresos de la clase turista básica no cumplieron las expectativas.
A partir de abril de 2019, los pasajeros de la clase turista básica en American pueden llevar una maleta de mano gratis y pueden elegir asiento pagando una tarifa en las 48 horas previas a la salida, pero se les colocará en el último grupo de embarque. Las tarifas de clase turista básica obtienen la mitad de millas de calificación de élite en comparación con las tarifas económicas estándar y no se permiten cambios ni subidas de clase. En vuelos internacionales, la selección de asiento y los cambios están disponibles previo pago en cualquier momento después de la reserva.

#### Alaska Airlines
En abril de 2018, Alaska Airlines anunció su versión de las tarifas de clase turista básica, denominada Saver Fares, cuyas tarifas comenzarán a aplicarse a partir de enero de 2019. A partir de abril de 2019, las tarifas de clase turista básica en Alaska incluyen una cantidad permitida de equipaje de mano gratuito y libre elección de asiento, pero solo para los asientos de la parte trasera del avión. No se permiten cambios ni cancelaciones pasadas 24 horas de la reserva.Además, los pasajeros de clase turista básica son los últimos en embarcar.

#### JetBlue Airways
En octubre de 2018, la presidenta de JetBlue Airways, Joanna Geraghty, anunció planes para introducir tarifas de clase turista básica a partir de finales de 2019, en respuesta a los competidores que introducían la clase turista básica en las rutas voladas por JetBlue.Esto se introdujo el 12 de noviembre de 2019, denominado tarifa "Blue Basic" y los pasajeros podían llevar una maleta de mano.Los pasajeros de Blue Basic son los últimos en embarcar, eligen asiento al facturar, no pueden cancelar ni cambiar de vuelo y ganan menos millas de viajero frecuente.En julio de 2021, JetBlue dejó de permitir el equipaje de mano a los clientes de su clase Blue Basic,pero en junio de 2024 cambió esta decisión.

#### Hawaiian Airlines
La aerolínea Hawaiian Airlines anunció sus planes de introducir tarifas de clase turista básica en diciembre de 2018.El 23 de septiembre de 2019, la aerolínea lanzó su producto de clase turista básica, Main Cabin Basic, el cual está disponible en vuelos limitados para fechas de viaje a partir del 21 de octubre. Los pasajeros de Main Cabin Basic reciben comidas gratuitas, pueden llevar una maleta de mano estándar y un objeto personal, sin embargo, no se les asigna asiento con antelación, no pueden hacer cambios en los vuelos y son los últimos en embarcar.

### Europa
Las tarifas de sólo equipaje de mano son habituales en la mayoría de las aerolíneas europeas en vuelos dentro de Europa.Hugh Morris del periódico The Daily Telegraph describió la introducción de este tipo de tarifas por parte de las aerolíneas europeas como una continuación de las grandes aerolíneas estadounidenses con sus tarifas de clase turista.
Entre las compañías aéreas europeas de servicio completo que ofrecen tarifas de clase turista básica o sólo equipaje de mano en vuelos transatlánticos figuran:
- Aerolíneas del International Airlines Group: British Airways, Finnair, Iberia y Aer Lingus.
- Virgin Atlantic.
- Compañías aéreas del grupo Air France - KLM: Air France y KLM Royal Dutch Airlines.
- Alitalia.
- Compañías aéreas del Grupo Lufthansa: Lufthansa, Austrian Airlines, Brussels Airlines y Swiss International Air Lines.[17]

Por lo general, estas tarifas no incluyen la facturación de equipaje y no permiten a los pasajeros elegir asiento con antelación ni hacer cambios después de la reserva , sin embargo, sí incluyen un equipaje de mano, entretenimiento a bordo y comidas. Además de ser una estrategia de segmentación, la introducción de estas tarifas en los vuelos transatlánticos también se considera una forma de que las aerolíneas de servicio completo compitan más eficazmente con las compañías aéreas de bajo costo de larga distancia, como Norwegian y WOW air.

#### Reino Unido
En 2016, British Airways introdujo sus tarifas de clase turista básica en rutas europeas, que no incluyen el equipaje facturadoy permiten llevar dos piezas de equipaje de mano.En diciembre de 2017, la aerolínea introdujo una política de embarque en grupo, que situaba a los pasajeros de clase turista básica en el último grupo de embarque.En abril de 2018, British Airways amplió sus tarifas de clase turista básica a los vuelos de larga distancia, incluidos los transatlánticos y los vuelos a otros destinos. Estas tarifas incluyen comidas a bordo, permiten dos piezas de equipaje de mano y ofrecen selección anticipada de asiento por una tarifa extra. La aerolínea introdujo estas tarifas junto con sus socios de empresa conjunta American, Iberia y Finnair.
En marzo de 2018, Virgin Atlantic introdujo sus tarifas de solo equipaje de mano, ya que cambió su estructura de tarifas de clase económica para ofrecer tres tipos de tarifas. Su oferta de solo equipaje de mano, denominada Economy Light, no incluye equipaje facturado ni asignación gratuita de asiento.

#### Asia
En la India, la aerolínea de bajo costo SpiceJet introdujo tarifas de solo equipaje de mano en junio de 2015, estas deben comprarse con al menos 30 días de antelación. Incluyen un equipaje de mano de 7 kg, además de un artículo personal, pero no incluyen equipaje facturado gratuito. Las tarifas regulares de clase turista de la aerolínea que incluyen el equipaje facturado son más caras.
La aerolínea Etihad Airways, con sede en Abu Dabi, introdujo tarifas de solo equipaje de mano en rutas limitadas en septiembre de 2018, tras una exitosa prueba a finales de 2017. Estas tarifas incluyen un equipaje de mano de 7 kg, pero no el equipaje facturado.
La aerolínea China Eastern Airlines, con sede en Shanghái, introdujo tarifas de clase turista básica en julio de 2019. Estas tarifas no permiten reembolsos, cambios, subidas de clase, asignación anticipada de asientos, facturación en línea ni equipaje facturado. Los pasajeros con estas tarifas embarcan en último lugar.

## Recepción
La mayoría de las empresas han impedido a sus empleados comprar tarifas de clase turista básica debido a sus limitaciones, por ejemplo, cuando se produce una cancelación, no pueden cambiar de vuelo y tienen que comprar billetes caros de última hora, lo que elimina cualquier ahorro potencial de las tarifas más bajas. Varios ejecutivos de las aerolíneas han señalado que este bloqueo empresarial era lo que esperaban las compañías aéreas, ya que esta estrategia de segmentación de productos es eficaz para distinguir a los viajeros de negocios de los clientes más sensibles a los precios. Scott McCartney, periodista de The Wall Street Journal, comparó las tarifas de clase turista básica con otras estrategias de precios utilizadas por las aerolíneas para cobrar más a los viajeros de negocios, como los requisitos de permanecer los sábados por la noche, los requerimientos de compra anticipada y los programas de viajero frecuente que pasan a dar millas en función de la tarifa aérea en lugar de la distancia recorrida.
En la revista Consumer Reports, William J. McGee afirma que las tarifas de clase turista básica "conllevan importantes contrapartidas" y que el desconocimiento de las restricciones puede dar lugar a cargos adicionales que anulen el ahorro derivado de la diferencia de tarifa con la clase turista estándar. Sin embargo, McGee señaló que las tarifas de clase turista básica pueden seguir siendo preferibles a las tarifas más baratas de las compañías de costo ultrabajo, debido al mayor número de vuelos, los aviones más nuevos y la mayor fiabilidad que ofrecen las grandes aerolíneas.
El Departamento de Transporte de Estados Unidos, en respuesta a una solicitud de libertad de información, publicó casi 50 páginas de quejas de clientes entre mayo y septiembre de 2017, periodo durante el cual las aerolíneas introdujeron ampliamente las tarifas de clase turista básica. Barbara Peterson, de Condé Nast Traveler, observó que entre estas quejas figuraban las de pasajeros que desconocían el requisito de facturación en el aeropuerto y las de agencias de viajes por Internet que no mostraban a los clientes las limitaciones de las tarifas de clase turista básica.